# International Dateline Hotel
O International Dateline Hotel é um hotel localizado em Tonga sendo o maior do país e o maior da Oceania e Pacífico. Foi construído em um local histórico em 1966.